# Droga wojewódzka 290
Die Droga wojewódzka 290 ist eine Woiwodschaftsstraße in der polnischen Woiwodschaft Lebus. Die Straße beginnt nördlich von Kaczenice (Rohrwiese), einem Ortsteil der Gmina Nowogród Bobrzański, und verläuft nach Mirocin Dolny (Nieder Herzogswaldau), wo sie sich mit der Droga wojewódzka 283 trifft. Die DW 290 hat eine Gesamtlänge von 18 Kilometern.